# Cal Jaumetó (Odèn)
Cal Jaumetó és una masia situada al municipi d'Odèn, a la comarca catalana del Solsonès.